# 広野准一
広野 准一（ひろの じゅんいち、1969年3月26日 - ）は、山形県山形市出身の元プロ野球選手（投手）。

## 来歴・人物
日大山形高の3年時に、エースの故障で内野手から投手に転向した。3年春の東北大会で完封勝利。
1986年のプロ野球ドラフト会議で日本ハムファイターズから6位指名を受け入団。
一軍登板のないまま、1991年限りで現役を引退。引退後は会社員となった。

## 詳細情報

### 年度別投手成績
- 一軍公式戦出場なし

### 背番号
- 54（1987年 - 1991年）